# Cosinus directeur
En géométrie analytique, un cosinus directeur est le cosinus de l'angle entre deux vecteurs. Les cosinus directeurs réfèrent généralement aux cosinus des angles formés entre un vecteur et chacun des axes de sa base, plus particulièrement une base cartésienne.
Les cosinus directeurs sont notamment utilisés pour former des matrices de rotation exprimant une base orthonormale en fonction d'une autre, ou exprimant un vecteur d'une base à une autre.

## Formalisme
Si v est un vecteur exprimé par l'équation suivante, 
{\displaystyle {\mathbf {v} }=v_{1}{\boldsymbol {\hat {x}}}+v_{2}{\boldsymbol {\hat {y}}}+v_{3}{\boldsymbol {\hat {z}}}}
où v1, v2 et v3 sont les composantes et {\displaystyle {\boldsymbol {\hat {x}}},{\boldsymbol {\hat {y}}},{\boldsymbol {\hat {z}}}} forment la base cartésienne, alors les cosinus directeurs sont :
{\displaystyle {\begin{aligned}\alpha &=\cos a={\frac {{\mathbf {v} }\cdot {\boldsymbol {\hat {x}}}}{\left\Vert {\mathbf {v} }\right\Vert }}&={\frac {v_{1}}{\sqrt {v_{1}^{2}+v_{2}^{2}+v_{3}^{2}}}},\\\beta &=\cos b={\frac {{\mathbf {v} }\cdot {\boldsymbol {\hat {y}}}}{\left\Vert {\mathbf {v} }\right\Vert }}&={\frac {v_{2}}{\sqrt {v_{1}^{2}+v_{2}^{2}+v_{3}^{2}}}},\\\gamma &=\cos c={\frac {{\mathbf {v} }\cdot {\boldsymbol {\hat {z}}}}{\left\Vert {\mathbf {v} }\right\Vert }}&={\frac {v_{3}}{\sqrt {v_{1}^{2}+v_{2}^{2}+v_{3}^{2}}}}.\end{aligned}}}
où a, b et c sont les angles formés entre le vecteur et les axes {\displaystyle {\boldsymbol {\hat {x}}},{\boldsymbol {\hat {y}}},{\boldsymbol {\hat {z}}}}.
Il en découle que
{\displaystyle \cos ^{2}a+\cos ^{2}b+\cos ^{2}c=1}
Ainsi, α, β et γ sont les composantes du vecteur unitaire {\displaystyle {\boldsymbol {\hat {v}}}} dans la base cartésienne.